# یواس‌اس گالوپ (پی‌اف-۴۷)
یواس‌اس گالوپ (پی‌اف-۴۷) (به انگلیسی: USS Gallup (PF-47)) یک کشتی بود. این کشتی در سال ۱۹۴۳ ساخته شد.